# Tel Arad
Tel Arad fou una ciutat dels cananeus a Palestina, al desert del Nègueb, a uns 30 km al nord-est de Beerxeba i molt a prop de la ciutat moderna d'Arad.
Fou excavada del 1962 al 1984. Entre les peces més fascinants desenterrades destaca un òstracon, on s'esmenta el Temple de Jerusalem.
La ciutat cananea sorgí vers el 2900 aC. Més tard fou domini dels israelites, que la van convertir en fortalesa, dels hel·lens i dels romans.
El regne cananeu d'Arad va dominar sobre la part nord del Nègueb. Segons la Bíblia, el rei d'Arad va atacar els jueus dirigits per Aaron i, a la mort d'aquest, va fer molts presoners. Des de llavors sempre va estar en guerra amb els jueus fins que la ciutat va caure en mans dels israelites.